# 플레이어스 챔피언십
더 플레이어스 챔피언십(The Players Championship)은 PGA 투어의 연례 골프 토너먼트로, 플로리다주 폰테베드라비치에서 개최된다. 원래는 토너먼트 플레이어스 챔피언십(Tournament Players Championship)이었으며, 1974년에 시작되었다. 플레이어스 챔피언십은 모든 골프 대회 중에서 가장 높은 상금을 지급한다. 대회에는 세계 랭킹에서 상위 50위의 선수들이 참가하지만 미국에서 열리는 세 개의 메이저 대회와는 달리 유러피언 투어의 공식 대회는 아니다.
플레이어스 챔피언십은 그 명성과 개최 코스, 높은 상금으로 인하여 비공식적인 다섯 번째 메이저 대회로 인식되고 있다.